# Victoria Popescu
Victoria Popescu (ur. 23 sierpnia 1951 w Bukareszcie) – rumuńska dyplomatka i feministka. Wiceprzewodnicząca Komitetu ds. Likwidacji Dyskryminacji Kobiet ONZ.

## Edukacja
Stopień magisterski na Uniwersytecie w Bukareszcie zdobyła w 1976 roku na wydziale języków obcych, uzyskując tytuł tłumaczki z języka angielskiego i francuskiego. Ukończyła studia podyplomowe na wydziale stosunków międzynarodowych.

## Kariera
W latach 1994–1999 była pierwszą sekretarką i doradczynią stałego przedstawicielstwa Rumunii przy ONZ. Była przewodniczącą komitetu doradczego Funduszu Narodów Zjednoczonych na rzecz Kobiet (1998-2000). Była sprawozdawczynią i wiceprzewodniczącą III głównej komisji Zgromadzenia Ogólnego ONZ (1996-1997, 1998-1999). Od 2003 do 2006 roku była członkinią Komitetu ds. Likwidacji Dyskryminacji Kobiet, w tym od 2003 do 2004 roku była jego wiceprzewodniczącą. Od 2004 do 2008 roku była ambasadorką Rumunii w Szwecji, a następnie została wybrana do Komitetu ds. Likwidacji Dyskryminacji Kobiet, którego jest wiceprzewodniczącą.